# Anspachlaan
De Anspachlaan (Frans: Boulevard Anspach) is de autovrije centrale noord-zuidlaan door het centrum van Brussel, tussen het De Brouckèreplein en het Fontainasplein. De oorspronkelijke naam van deze laan luidt: Centrale Laan. Later is deze hernoemd naar de voormalige burgemeester van Brussel, Jules Anspach (1829-1879). Hij werd aangelegd als verkeersader na de overwelving van de Zenne tussen 1868 en 1871.
In zuidelijke richting wordt de Anspachlaan voortgezet door de Maurice Lemonnierlaan, in het noorden splitst de as zich in de Adolphe Maxlaan en de Emile Jacqmainlaan. De noord-zuidlijn van de Brusselse premetro volgt de Anspachlaan over zijn gehele lengte.
Ongeveer halverwege de laan kruist deze het Beursplein. Op de Anspachlaan komt de Anspachgalerij uit.

## Voetgangerszone
In juni 2012 vonden er "protestpicknicks" plaats omdat het drukke autoverkeer voor te veel overlast (lawaai, fijn stof) zou zorgen. Burgemeester Freddy Thielemans besliste hierop om elke zondagmiddag de Anspachlaan autovrij te maken. Zijn opvolger Yvan Mayeur wilde de Anspachlaan uitbreiden tot een ruimere en permanente voetgangerszone met een nieuwe straatbedekking en voorzien van fonteinen, kunstwerken, banken en bomen. In juni 2015 werd de straat uiteindelijk geheel verkeersvrij. Om de straten op te vrolijken werd tijdelijk straatmeubilair geplaatst zoals bloembakken, krijttekeningen en speeltuigen. Voor de financiering (in totaal zo'n 33 miljoen euro) kon Mayeur rekenen op de steun van het Brussels Gewest, de stad Brussel en het Beliris-fonds dat als bouwheer het leeuwendeel van de factuur voor zijn rekening neemt.
Hoewel een verkeersvrije Anspachlaan vooral bij de toeristen en de voetgangersbeweging op veel sympathie kon rekenen, lokte het nieuwe circulatieplan van bij het begin ook heel wat tegenstand uit, zowel bij buurtbewoners als bij handelaars. Zij vreesden voor een verlaagde omzet door een verminderde toegankelijkheid en problemen op het vlak van (brand)veiligheid en netheid. Zowel de middenstand, intussen gesteund door oppositiepartij cdH, als de voetgangersbeweging (de 'piétonniers') voerden daarop een felle campagne door het indienen van petities en het gebruik van de sociale media. Het conflict escaleerde toen een restaurantuitbater, daarin spoedig gevolgd door andere horeca-uitbaters, op 15 juni 2016 weigerde de burgemeester en zijn entourage te bedienen in haar zaak.
Sindsdien hebben zowel handelaarsverenigingen als het burgerplatform Pentagone uit protest wegens het gebrek aan overleg, transparantie en visie in hoofde van burgemeester Mayeur beroepsprocedures aangetekend bij de Raad van State tegen het inmiddels uitgevaardigde milieueffectenrapport en de stedenbouwkundige vergunningen.
| Linkertekst (alt)                           |  | Rechtertekst (alt)                             |
| Druk autoverkeer in de Anspachlaan in 2013. |  | Voetgangerszone aan de Anspachlaan sinds 2015. |

## Gebouwen
- Beurs van Brussel
- Ancienne Belgique
- Muntcentrum

Het gebouw aan de Anspachlaan 59-61 dateert uit 1872. Het ontwerp is van de architect Gédéon Bordiau. De kariatiden zijn van de hand van Juliaan Dillens. Het neobarokke pand aan de Anspachlaan 78 dateert van 1874 en werd ontworpen door de architect Emile Janlet. De gebouwen aan de Anspachlaan 126 tot 158 zijn huurhuizen naar Parijs voorbeeld gebouwd in 1874 door een Franse ondernemer.

## Zijstraten en -pleinen
- Arbeidsdoorgang
- Bogaardenstraat
- Brouckèreplein
- Doornikstraat
- Fontainasplein
- Fonteinstraat
- Loofstraat
- Filip de Champagnestraat

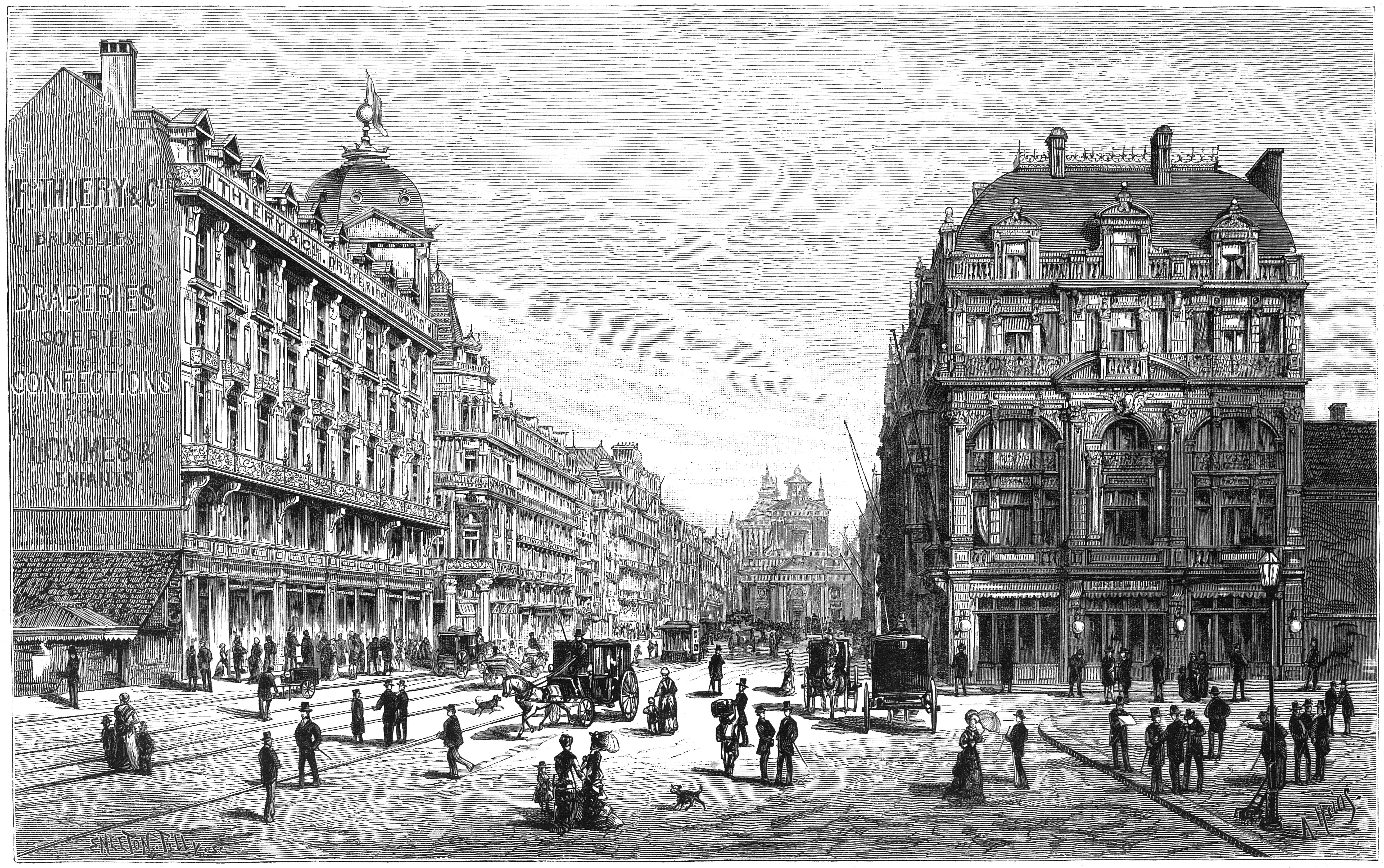
De monumentale 'boulevard Anspach' in 1880

- Maurice Lemonnierlaan (vervolgt de Anpachlaan in zuidelijke richting)
- Vanderweydenstraat
- Voldersstraat
- Woeringenstraat
- Zinnikstraat
- Zuidlaan